# Barber (Oklahoma)
Barber es un lugar designado por el censo ubicado en el condado de Cherokee en el estado estadounidense de Oklahoma. En el Censo de 2020 tenía una población de 303 habitantes y una densidad poblacional de 17,92 habitantes por km². Fue incluido como CDP en el censo de 2020.

## Geografía
Barber se encuentra ubicado en las coordenadas 35°45′43″N 94°50′11″O / 35.76194, -94.83639. Según la Oficina del Censo de los Estados Unidos,  tiene una superficie total de 16,91 km², de la cual 16,83 km² corresponden a tierra firme y 0,08 km² a agua.